# Unione Sportiva Civitavecchiese 1939-1940
Questa voce raccoglie le informazioni riguardanti l'Unione Sportiva Civitavecchiese nelle competizioni ufficiali della stagione 1939-1940.

## Rosa
| N. |                   | Ruolo | Calciatore       |
| -- | ----------------- | ----- | ---------------- |
|    | Italia (bandiera) | C     | Vittorio Altieri |
|    | Italia (bandiera) | D     | Angelo Brambilla |
|    | Italia (bandiera) | C     | Alberto Biferari |
|    | Italia (bandiera) | P     | Carlo Bottoni    |
|    | Italia (bandiera) | A     | Clinio Coppelli  |
|    | Italia (bandiera) | D     | Angelo De Socio  |
|    | Italia (bandiera) | A     | Ilio Gianni      |
|    | Italia (bandiera) | D     | Mario Giansanti  |

| N. |                   | Ruolo | Calciatore      |
| -- | ----------------- | ----- | --------------- |
|    | Italia (bandiera) | A     | Riccardo Isada  |
|    | Italia (bandiera) | D     | Giulio Oliaro   |
|    | Italia (bandiera) | D     | Brenno Paoli    |
|    | Italia (bandiera) | C     | Cesare Rocchi   |
|    | Italia (bandiera) | C     | Alberto Simeoni |
|    | Italia (bandiera) | D     | Mario Stenti    |
|    | Italia (bandiera) | C     | Rodolfo Stilli  |
|    | Italia (bandiera) | P     | Silvano Taviani |